# 防衛科学技術委員会
防衛科学技術委員会（ぼうえいかがくぎじゅついいんかい、Defense Science and Technology Board, DSTB）は、日本の防衛省が、「科学技術と安全保障に係る諸課題について、防衛大臣に対し必要な助言や提言を行う」ことを目的に、2025年6月から設置している会議体。
設置根拠となる法令がある審議会にあたるものではなく、「委員会・検討会等」のひとつとされており、防衛事務次官の通達によって設置されたものである。
アメリカ合衆国の国防総省が設置している国防科学委員会を参考にしたとされ、人工知能 (AI)、宇宙技術、インターネット、量子、半導体、ロボット、バイオテクノロジーなどの専門家が集められている。この委員会の設置は、多様な先端技術のデュアルユース（軍民両用）を念頭に置いたものとされる。
日本では長らく日本学術会議が軍事目的の研究に反対してきたこともあり、先端技術の軍事技術への応用研究が遅れているとされるが、2025年には、安全保障技術研究推進制度への応募件数が過去最高を記録しており、「研究者の理解も進みつつある」状況にあるとも報じられている。この委員会は、「アカデミア（学術界）を含む研究者・技術者の参画促進等に係る助言等」もおこない、「アカデミア等とのネットワーク拡大の支援（大学・国立研究所等の有識者の紹介」などもするとされている。

## 委員
創設時（2025年6月）の委員構成は、以下の通り。
- 委員長	前川禎通（東北大学名誉教授）
- 委員	石塚満（東京大学名誉教授）
- 委員	岩本愛吉（東京大学名誉教授）
- 委員	上野山勝也（株式会社PKSHA Technology代表取締役）
- 委員	上山隆大（前総合科学技術・イノベーション会議議員）
- 委員	遠藤典子（早稲田大学研究院教授）
- 委員	片岡晴彦（元航空幕僚長）
- 委員	叶謙二（前防衛装備庁装備官（陸上担当））
- 委員	後藤厚宏（情報セキュリティ大学院大学教授）
- 委員	柴田弘（前防衛装備庁装備官（海上担当））
- 委員	中須賀真一（東京大学大学院工学系研究科教授）
- 委員	永谷圭司（筑波大学システム情報系教授）
- 委員	宝野和博（国立研究開発法人物質・材料研究機構理事長）
- 委員	松澤昭（東京科学大学名誉教授）
- 委員	三島茂徳（元防衛装備庁防衛技監）
- 事務局長	松本恭典（防衛装備庁技術戦略部長）

委員は、秘密情報を扱う必要があることから、全員が防衛省参与に任命されており、委員長は防衛大臣の科学技術顧問も兼任している。任期は2年で、委員は各分野に関するレポートを年に1本程度提出するとされている。